# Attus anjuanus
Attus anjuanus är en spindelart som beskrevs av Butler 1879. Attus anjuanus ingår i släktet Attus och familjen hoppspindlar. Inga underarter finns listade.